# Hans-Wolfgang von Herwarth

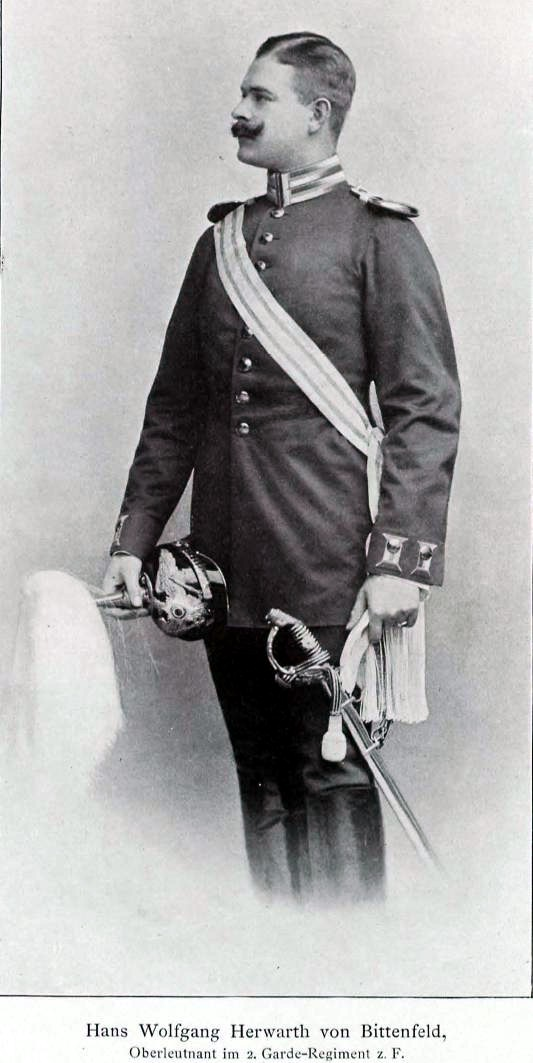
Hans Wolfgang Herwarth von Bittenfeld. Foto von 1901.

Hans-Wolfgang Herwarth von Bittenfeld (* 23. Mai 1871 in Berlin; † 25. Dezember 1942) war ein deutscher Oberst, Militärattaché, Publizist und Ministerialbeamter.

## Leben

### Familie

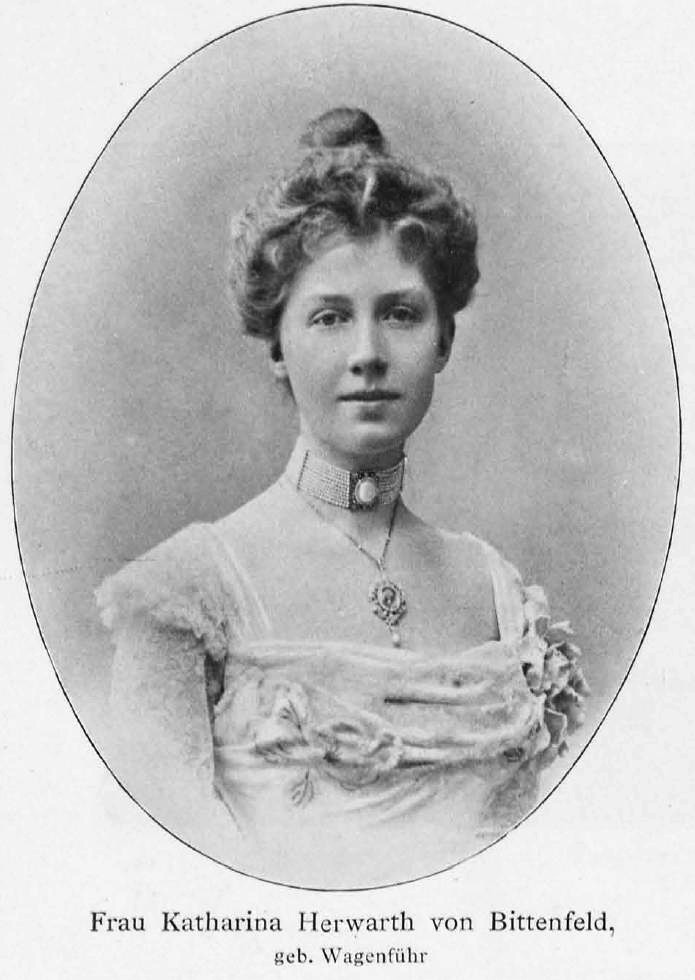
Katharina von Herwarth Bittenfeld, geb. Wagenführ. Foto von 1901.

Hans-Wolfgang war das zweite von sechs Kindern des späteren preußischen Generalleutnants Hans Herwarth von Bittenfeld (1835–1894) und dessen Ehefrau Anna, geborene Freiin von Wimpffen (* 1850).
Am 15. Dezember 1897 heiratete Hans-Wolfgang Katharina Wagenführ (* 1879). Aus der Ehe, die am 13. Mai 1914 geschieden wurde, gingen die Söhne Hans Eberhard (* 1898) und Heinrich Wolfgang (1901–1968) sowie die Tochter Renata (1908–1982) hervor. Am 9. Dezember 1916 heiratete Herwarth die Baronin Julie von Degenfeld-Schonburg (1871–1942), die Witwe von Baron Jan Wendelstadt. Aus dieser Ehe ging die 1917 geborene Tochter Rosemarie hervor, die bei der Geburt starb. Diese Ehe wurde 1923 geschieden. In dritter Ehe heiratete Herwarth Frieda Johanna Schneider (* 1889).

### Kaiserreich (1871 bis 1918)
Im Anschluss an seine Ausbildung in den Kadettenanstalten Bensberg und Groß-Lichterfelde trat Herwarth am 24. März 1890 als Portepeefähnrich in das 2. Garde-Regiment zu Fuß der Preußischen Armee ein. Hier folgten im selben Jahr die Beförderung zum Sekondeleutnant sowie am 15. Juni 1898 zum Premierleutnant. Nach dem Abschluss seiner Ausbildung an der Kriegsakademie wurde er 1902 dem Generalstab attachiert und 1904 zum Hauptmann befördert. Im folgenden Jahr kam er zum Stab des VIII. Armee-Korps und im Herbst 1905 wurde Herwarth erstmals in den Großen Generalstab versetzt. Ab 1904 trat er auch als einer der Mitgründer der Zentralstelle für deutsche Personen- und Familiengeschichte in Erscheinung. Von September 1906 bis August 1909 fungierte er als Kompaniechef im Infanterie-Regiment „Hamburg“ (2. Hanseatisches) Nr. 76.
Anschließend zum Großen Generalstab versetzt und am 25. Juli 1910 zum Major befördert, wurde Herwarth zwei Tage später unter Belassung in diesem Kommando als Militärattaché an der deutschen Botschaft in Washington, D.C. kommandiert. Dort oblagen ihm die Pflege der militärpolitischen Beziehungen des Deutschen Reiches zu den Vereinigten Staaten von Amerika und – in Personalunion – für das benachbarte Mexiko. Deutscher Botschafter und damit sein direkter Vorgesetzter in den USA war zu dieser Zeit Paul Graf von Metternich (1853–1934). Geschäftsträger in Mexiko war Karl Gottlieb Bünz (1843–1918). Noch während seiner Dienstzeit in Washington setzte sich Herwarth für die Bildung einer Presseabteilung beim Preußischen Kriegsministerium in Berlin ein. Im Dezember 1913 traf sein Nachfolger als Militärattaché Hauptmann Franz von Papen (1879–1969) in Washington ein und löste ihn vereinbarungsgemäß zum März 1914 ab.
Bei seiner Rückkehr übernahm Herwarth nach dem Beginn des Ersten Weltkriegs im August 1914 kurzzeitig im Generalstab des deutschen Kommandeurs in Brüssel. Bei dieser Verwendung als Bataillonskommandeur erlitt er noch im selben Monat eine Verwundung. Infolgedessen wurde er als Invalide im Range eines Obersts, aus der Preußischen Armee entlassen. Ab September 1914 übernahm er abermals Aufgaben im Großen Generalstab, dieses Mal die Leitung der Kriegspressestelle innerhalb der Sektion III b. Chef der Sektion III b war Walter Nicolai (1873–1947), dem das Kriegspresseamt bis Mitte 1916 unterstellt war. Der Kriegspressestelle oblag vor allem die Auswertung der Auslandspresse, die Herausgabe eigener Publikationen, Pressemeldungen und Flugblätter zur deutschland- und kriegsfreundlichen Beeinflussung der Öffentlichkeit. Sie lancierte Artikel in ausländische Zeitungen oder gab selbst, in abgedeckter Form, Publikationen im Ausland heraus, in denen die gegnerischen Armeen, manchmal in übelster Form, verunglimpft wurden. Darüber hinaus oblag ihr die Zensur der Innlandpresse. Nach einer Umstrukturierung, Neuverteilung von Aufgaben im Sommer 1916, die auch das Kriegspresseamt betrafen, übernahm er ab Oktober die Leitung der Militärische Stelle des Auswärtigen Amtes. An sie gingen die Aufgabenstellungen über, die bisher in der Verantwortung der Kriegspressestelle lagen. Diese wurden noch ergänzt durch fotografische Dokumentation und Filmmedien. In abgedeckter Form wurden Schriftsteller, Journalisten, Kriegsberichterstatter für Publikationsaufträge eingesetzt, aber auch die Zusammenarbeit mit geheimen Verbindungsleuten im Ausland oder an neuralgischen militärischen Schwerpunkten gehörten zu den Arbeitsmethoden der Militärischen Stelle. Als der Große Generalstab, während der sich überstürzenden Ereignisse im Herbst 1918, teilweise die Aufgaben wieder an sich riss und zum anderen Teil in die Verantwortung der Abteilung IV (Nachrichten) des Auswärtigen Amtes übergingen zog sich Herwarth aus diesem Bereich zurück. Zu den Auszeichnungen, die er im Krieg erhalten hatte, zählten unter anderem das Eiserne Kreuz beider Klassen.

### Weimarer Republik (1919 bis 1933)
Nach der Niederlage des Ersten Weltkrieges und des Zusammenbruchs des Kaiserreiches trat Herwarth 1919 in Berlin in die Leitung des Verlagshauses Rudolf Eisenschmidt, und des Räder Verlag GmbH ein. Daneben tat er sich in den 1920er und 1930er Jahren vor allem durch eine rege publizistische Tätigkeit im Bereich militärischer und monarchistischer Themen hervor. Für deutsche Zeitungen (z. B. die Vossische Zeitung) und Zeitschriften verfasste er aber auch Artikel über die Aufgaben der Presse und die „Leistungen des Deutschtums“. In ausländischen Publikationen trat er vor allem mit Auseinandersetzungen zur sogenannten Kriegsschuldthese (vgl. Kriegsschuldfrage) sowie ausländischer Kritik an den politischen Vorgängen in Deutschland in Erscheinung. So übte er beispielsweise in einem Leserbrief im Times Magazine vom 1. August 1932 harsche Kritik gegenüber Meinungsäußerungen, die aus Anlass der Ernennung Franz von Papens zum Reichskanzler, veröffentlicht worden waren.
Bereits in den frühen 1920er Jahren stand Herwarth zudem in, bis heute nicht völlig geklärten, Verbindungen zu einigen der in Süddeutschland ansässigen Gegnern der jungen Weimarer Republik, denen er, Zeitungsberichten zufolge, sein Schloss Neubeuern bei Rosenheim als Treffpunkt und Planungszentrum zur Verfügung stellte. Insbesondere den Bestrebungen zur Wiederherstellung der Wittelsbachermonarchie in Bayern war Herwarth dabei zugeneigt. Zu den Personen, die in seinem Haus zu dieser Zeit ein und ausgegangen sein sollen, werden unter anderem die Putschisten Hermann Erhardt (1881–1971) und Waldemar Pabst (1880–1970) sowie der ungarische General Miklós Horthy (1868–1957) gerechnet.

### Zeit des Nationalsozialismus (1933 bis 1942)
Zum 1. April 1933 trat Herwarth der NSDAP bei (Mitgliedsnummer 1.667.522). Der amerikanische Diplomat James Grover McDonald beschrieb Herwarth in diese Zeit als einen überzeugten Nationalsozialisten, der in beinahe lyrischen Tönen über Themen wie Rassenreinheit und die Vorherrschaft der nordischen Rasse sprach.
Nach dem Ausbruch des Zweiten Weltkriegs wurde Herwarth Sonderreferent in der von Karl Bömer (1900–1942) geleiteten Abteilung für Auslandspresse des Ministeriums für Volksaufklärung und Propaganda. Im Auftrag von Propagandaminister Joseph Goebbels übernahm Herwarth die Aufgabe, eine zur psychologischen Kriegsführung vorgesehene Broschüre zu verfassen, in der das Kriegsgeschehen anhand von Prophezeiungen des mittelalterlichen „Sehers“ Nostradamus erklärt werden sollte. Die hinter dieser, 1940 in acht Sprachen vertriebenen, Veröffentlichung stehende Absicht war es, den Aberglauben im feindlichen und neutralen Ausland zu schüren, um damit die deutschen Aggressionen als „schicksalhaft“ hinzunehmen. Zu diesem Zweck wurden Vorhersagen Nostradamus’ – dem vielfach die Gabe zugesprochen wird, dass er die Zukunft vorhersagen konnte – wahllos aneinandergereiht, und mit aktuellen Kommentaren versehen, die den Eindruck erwecken sollten, dass der deutsche Sieg im Krieg letztlich eine Unvermeidbarkeit sei. Goebbels äußerte sich zeitnah in seinem Tagebuch als sehr beeindruckt von Herwarths Erfahrungen und Fähigkeiten im Kriegs-Propagandabereich.
Am 23. Mai 1941 wurde Herwarth von der Philosophischen und Naturwissenschaftlichen Fakultät der Universität Münster zum Ehrendoktor ernannt. Die Übergabe der Ernennungsurkunde erfolgte am 14. Juni 1941.
Herwarth starb nach langer Krankheit im Dezember 1942 in Berlin.

## Schriften
- Herwarthisches. Für die Familienmitglieder zusammengestellt von Hans-Wolfgang Herwarth von Bittenfeld, Schriftführer des Herwarthischen Familienvereins. Berlin 1899. Digitalisat
- Charakteristik der Auslandspresse. 8 Bände.
- Handbuch der Auslandspresse. 1918.
- Sonette aus dem Portugiesischen. 1920. (Nachdichtungen Herwarths basierend auf Elizabeth Barrett Browning)
- What Will Happen in the Near Future? For an Answer we must turn to „Les Vrayes Centuureis et Propheties de Maistre Michel Nostradamus“ - The Prophecies of the Ancient French Astrologer Michel Nostradamus and the Present War. 1940. (Broschüre; auch in Kroatisch, Italienisch, Niederländisch, Rumänisch, Schwedisch und Serbisch erschienen)
- Ahnentafel des Generalfeldmarschalls Eberhardt Herwarth von Bittenfeld und seiner Brüder der Generale Hans und Fritz Herwarth von Bittenfeld. (= Ahnentafel berühmter Deutscher Bd. 6) 1944. (postum, zusammen mit Herbert Herbig)